# Пицоло (Павија)
Пицоло је насеље у Италији у округу Павија, региону Ломбардија.
Према процени из 2011. у насељу је живело 9 становника. Насеље се налази на надморској висини од 177 м.